# 王有利
王有利（1963年—），河南武陟人，汉族，中國共產黨黨員，中华人民共和国政治人物、第十二届全国人民代表大会河南地区代表。
毕业于内蒙古农业大学经济管理专业。加入中国共产党。担任河南斯美特食品有限公司董事长、西滑村党支部书记兼村长。2008年起担任全国人大代表。2013年，担任全国人大代表。